# Falcons de Vilafranca del Penedès

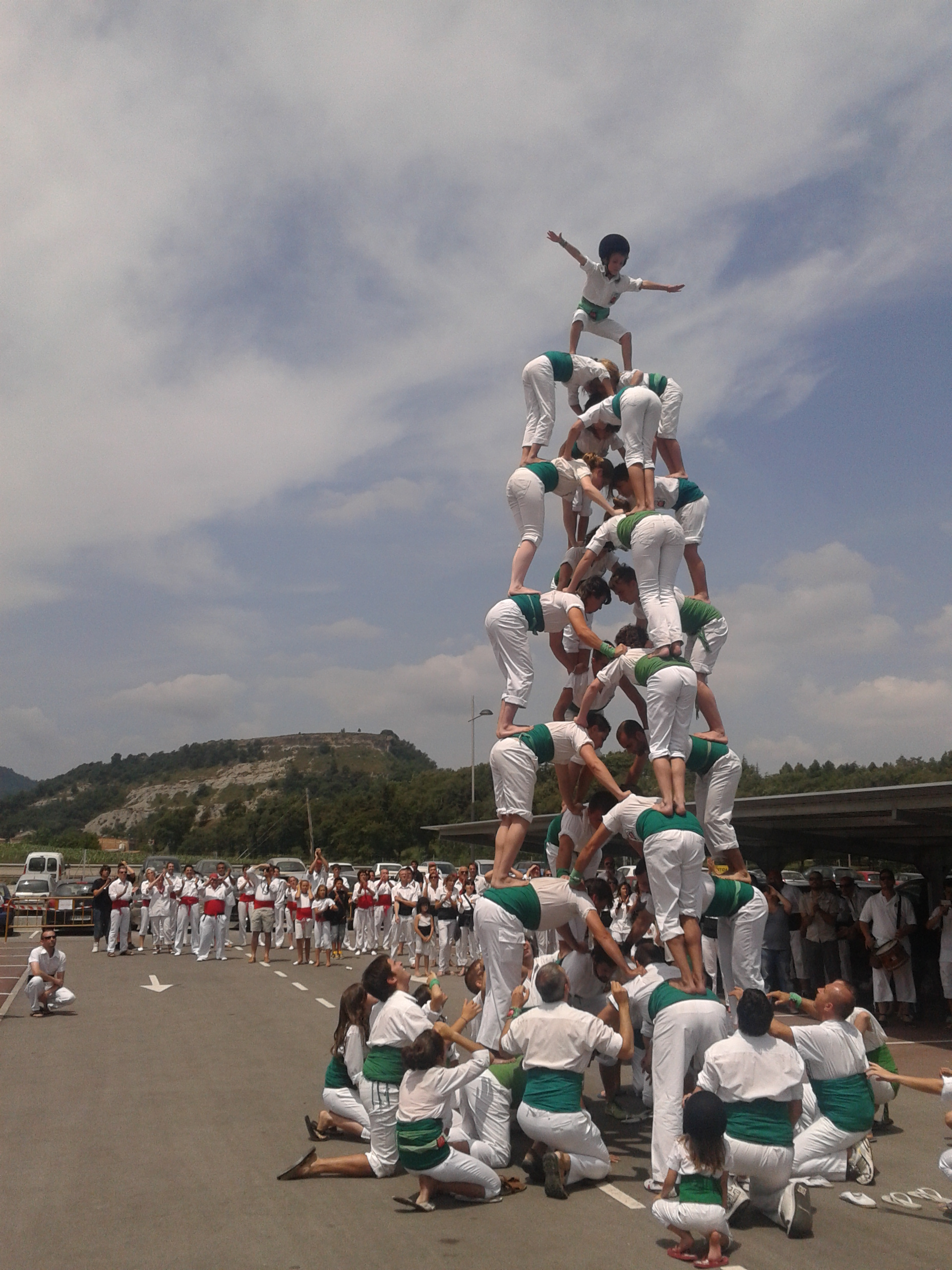
Pira 6x5 a la X Trobada Nacional de 2011 a Malla.

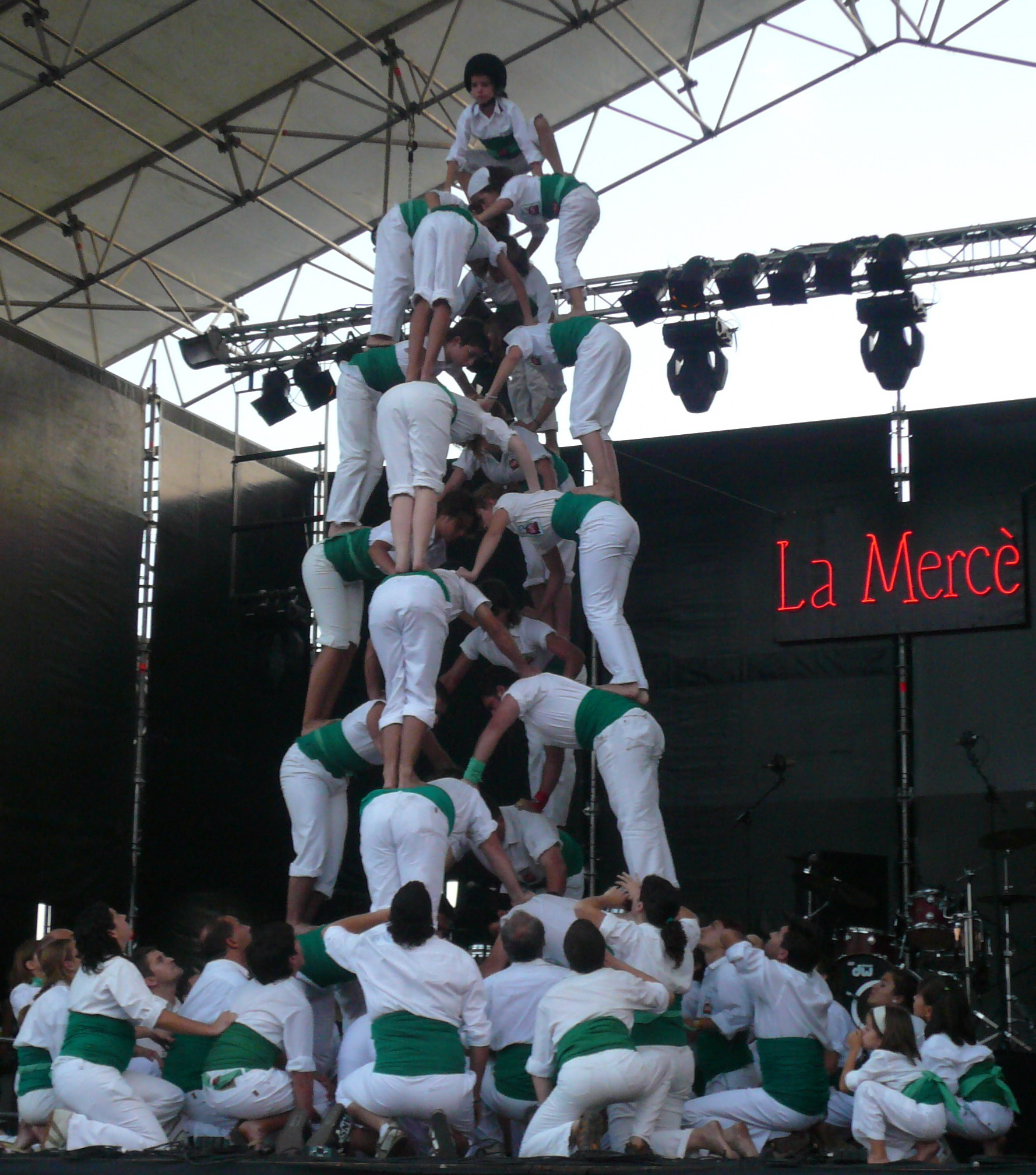
Pira 5-5 o pira d'onze dels Falcons de Vilafranca a la trobada Nacional de 2007, a Barcelona durant les festes de la Mercè. D'altres colles, com els Falcons de Llorenç del Penedès, anomenen pou (en comptes de pira) a aquesta figura.

Els Falcons de Vilafranca del Penedès és una associació que compta amb més de seixanta anys d'història des de la seva creació el 1959. Té la seu al poble de Vilafranca del Penedès, al carrer Doctor Pasteur n. 7-9, CP 08720, a l'Alt Penedès. Es caracteritzen per haver anat evolucionant el fet falconer, mantenint la concepció original, incorporant l'esperit casteller tan arrelat a la zona.
Es poden veure actuacions de falcons durant totes les cercaviles de la Festa Major de Vilafranca del Penedès i en altres ocasions dins la vila i la comarca. També es realitzen sortides a altres poblacions, sobretot en festes locals i esdeveniments diversos.
L'Ajuntament de Vilafranca del Penedès els va concedir la Medalla de la Vila l'any 2008 com a reconeixement a la seva aportació per al desenvolupament i enriquiment social de Vilafranca del Penedès, en consideració a actes destacats i a serveis prestats en benefici del municipi.
Membre Cofundador de la Federació de Colles de Falcons de Catalunya l'any 2005 (FCFC), i membre actiu des d'aleshores.

## Història
L'any 1999, durant el 40è aniversari de la colla, s'inaugura a la plaça del Penedès de Vilafranca, un monument als Falcons. L'estructura representa la figura de l'Escala de 10, amb una faixa verda voleiant des de l'enxaneta fins a la base.
Aquest monument va ser finançat gràcies a la col·laboració de particulars, empreses i entitats simpatitzants amb la colla.
Durant la celebració del 50è aniversari de la colla el 2009 els Falcons de Vilafranca van anar a Montserrat, van pujar fins al Gorro Frigi i allà hi van alçar un pilar de cinc. i es va preparar un concert extraordinari amb versions de les peces del repertori habitual, arranjades per a més instruments i interpretat per un grup de reconeguts músics del Penedès. Es va editar un CD amb aquestes peces anomenat Falconcert, i es va repetir el concert fins a quatre vegades.
L'any 2009 la colla es reunia a la plaça de la Vila convocada per l'Ajuntament de Vilafranca i allà van ser sorpresos per l'alcalde de Vilafranca, que els va comunicar que descobririen una placa de ceràmica en homenatge a les actuacions realitzades en aquella plaça pels Falcons de Vilafranca.
L'any 2010 van rebre per part del Casino Unió Comercial el premi projecció 2009 en mèrit dels cinquanta anys d'actuacions i contribuir amb la cultura i les festes populars i tradicionals de Vilafranca, Catalunya, Espanya i l'estranger.

## Figures dels Falcons de Vilafranca
Actualment, els falcons de Vilafranca realitzen una sèrie de figures a les actuacions:

### L'Escala
És la figura més representativa de la colla i la que permet més participació. A la base de la figura s'hi col·loquen en paral·lel els falconers agenollats i recolzant les mans a terra. Entre aquests hi van intercalats els falconers acotats recolzant una mà sobre cada espatlla dels falconers que té a sota, amb la mateixa orientació que els de sota. El tercer nivell els falconers pugen sobre l'esquena dels de la base i es col·loquen de la mateixa manera que el segon nivell. Així cada nivell té un falconer menys que l'anterior fins a assolir el nivell amb un sol falconer. Llavors per a carregar-la l'enxaneta puja per un lateral com si es tractés d'una escala (d'aquí l'origen del nom) fins a col·locar-se dempeus damunt de l'esquena del falconer al nivell més alt. Allà hi fa l'aleta falconera i baixa pel lateral oposat per iniciar la descàrrega de la figura. La més gran aconseguida ha estat l'escala d'onze (onze falconers a la base) havent-la carregat dues vegades. La primera el 1993 i la segona durant l'actuació de celebració del 50è aniversari de la colla el 8/12/2009.

### La Pira
La pira és una construcció molt delicada. A la base s'hi col·loquen dos falconers agenollats amb les mans recolzades a terra, situats un de cara a l'altre. Entremig de l'espai entre aquests dos pels costats i també encarats cap al mig (com si formessin una creu) se n'hi situen dos més acotats i agafant-se de la camisa dels que estan a la base. Damunt aquests quatre hi aniran pujant la resta de falconers fins a l'alçada que hagi de ser la pira i damunt de l'últim pis s'hi enfila l'enxaneta.
Com que en aquesta construcció cada pis té dos nivells, es compten quants falconers hi ha a cada filera (la d'acotats i la d'agenollats) per definit la nomenclatura. Per exemple una pira amb 5 nivells més sobre els falconers agenollats a terra, i quatre més sobre els que estan acotats sobre aquests, es denominaria una pira 6/5. La més alta assolida és la Pira 6/6 que s'ha descarregat diverses vegades.

### La Torreta
És una adaptació d'una figura de la Muixeranga d'Algemesí. És una figura molt plàstica i que requereix un gran equilibri. Per fer-la es prepara una base amb quatre persones agenollades i agafats per les faixes, i damunt es construeix una mena de pont amb dos falconers abraçats, un altre d'acotat sobre d'aquest i finalment l'enxaneta. És una figura amb moviment, ja que comença plegada (amb alguns pisos acotats) i un cop preparats s'aixequen fent el "desplegat".
En algunes ocasions se'n fa una variant més gran afegint un altre pis per sota de la base.

## Indumentària
Totes les colles falconeres es vesteixen amb camisa i pantalons blancs. El tret diferencial de la colla vilafranquina és el color verd de la faixa i el mocador verd amb puntets blancs, que han passat a ser la peça identificativa. La vestimenta es completa amb l'escut sobre la camisa.

## Esdeveniments destacats

### Trobada de Falcons de Catalunya
Cada any una de les colles falconeres de Catalunya organitza la trobada nacional, i en 2009 la colla de Vilafranca va ser l'amfitriona de la VIII Trobada, coincidint amb el 50è aniversari de la colla.

### Aniversari de la colla
Cada any, pel pont de la Puríssima (6-8 de desembre), i el cap de setmana més proper a aquest pont, són les dates escollides pels Falcons de Vilafranca per tal de celebrar els actes del seu aniversari, que es presenta com un dels plats forts de la temporada.
Durant aquests dies es fan un seguit d'actes lúdics i festius a la vila. En destaquen especialment la gran actuació del dia 8, on es volen realitzar les figures més grans; i el ja clàssic "Rally Falconer" el dia 6, una divertida gimcana pel Penedès.